# أنطون أوليفر
أنطون أوليفر (بالإنجليزية: Anton Oliver)‏ هو لاعب اتحاد الرغبي نيوزيلندي، ولد في 9 سبتمبر 1975 في إنفركارجل في نيوزيلندا.

## وصلات خارجية
- أنطون أوليفر عل موقع إسبنسكروم (الإنجليزية)
- أنطون أوليفر على موقع ItsRugby.co.uk (الإنجليزية)